# Markus Potzel
Markus Potzel (* 10. Januar 1965 in Zossen) ist ein deutscher Diplomat. Seit September 2024 ist er deutscher Botschafter in Teheran, der Hauptstadt von Iran. Von 2014 bis 2016 war er Botschafter in Kabul, der Hauptstadt von Afghanistan.

## Leben
Potzel begann nach einem Studium 1993 seine Ausbildung für den höheren Dienst an der Akademie Auswärtiger Dienst in Bonn und wurde nach deren Abschluss 1995 zunächst Referent in der Politischen Abteilung des Auswärtigen Amtes sowie anschließend zwischen 1997 und 2000 Kulturreferent an der Botschaft in Singapur. Danach war er von 2000 bis 2004 als Wirtschaftsreferent an der Botschaft in Teheran tätig sowie von 2004 bis 2005 als Referent im Parlaments- und Kabinettsreferat des Auswärtigen Amtes in Berlin, ehe er von 2006 bis 2009 Persönlicher Referent von Bundesaußenminister Frank-Walter Steinmeier war.
2010 arbeitete Potzel als Gastwissenschaftler bei der Stiftung Wissenschaft und Politik (SWP) in Berlin, wo er sich mit Studien zu den Beziehungen zwischen Iran und Afghanistan befasste. Während dieser Zeit veröffentlichte er dazu 2010 auch das Buch Iran und der Westen: Chancen für gemeinsames Handeln in Afghanistan?, in dem er sich unter anderem mit der Allianz der Peschawar-Sieben beschäftigte. Danach fungierte er von 2010 bis 2014 als Leiter des Referats Mittlerer Osten im Auswärtigen Amt.
Im August 2014 wurde Potzel als Nachfolger von Martin Jäger Botschafter der Bundesrepublik Deutschland in Afghanistan. Sein Nachfolger im Amt war Walter Haßmann. Nach seiner Rückkehr im August 2016 war er für ein Jahr der Krisenbeauftragte im Auswärtigen Amt.
Von September 2017 bis August 2021 war er Sonderbeauftragter der Bundesregierung für Afghanistan und Pakistan. Potzel war bereits auf dem Weg nach Afghanistan, um die Nachfolge von Axel Zeidler als deutscher Botschafter in Afghanistan anzutreten, als die Regierung von Präsident Ghani aus Afghanistan floh. Nach der Evakuierung der deutschen Botschaft in Kabul in Folge der Machtübernahme durch die Taliban im August 2021 wurde Markus Potzel daher vom deutschen Außenminister Heiko Maas zwecks Verhandlungen nach Katar entsandt.
Von Sommer 2022 bis Sommer 2024 war Potzel stellvertretender politischer Sondergesandter der UN für die Unterstützungsmission der Vereinten Nationen in Afghanistan.
Seit September 2024 ist Potzel deutscher Botschafter in Teheran. Am 29. Oktober 2024 wurde Potzel nach der Hinrichtung des deutschen Staatsbürgers Jamshid Sharmahd vorläufig aus Iran nach Berlin zurückgerufen.
Er ist mit der Diplomatin Deike Potzel verheiratet und hat zwei Kinder.

## Veröffentlichung
- Iran und der Westen: Chancen für gemeinsames Handeln in Afghanistan?, Stiftung Wissenschaft und Politik, Berlin 2010.